# Hajpkurva

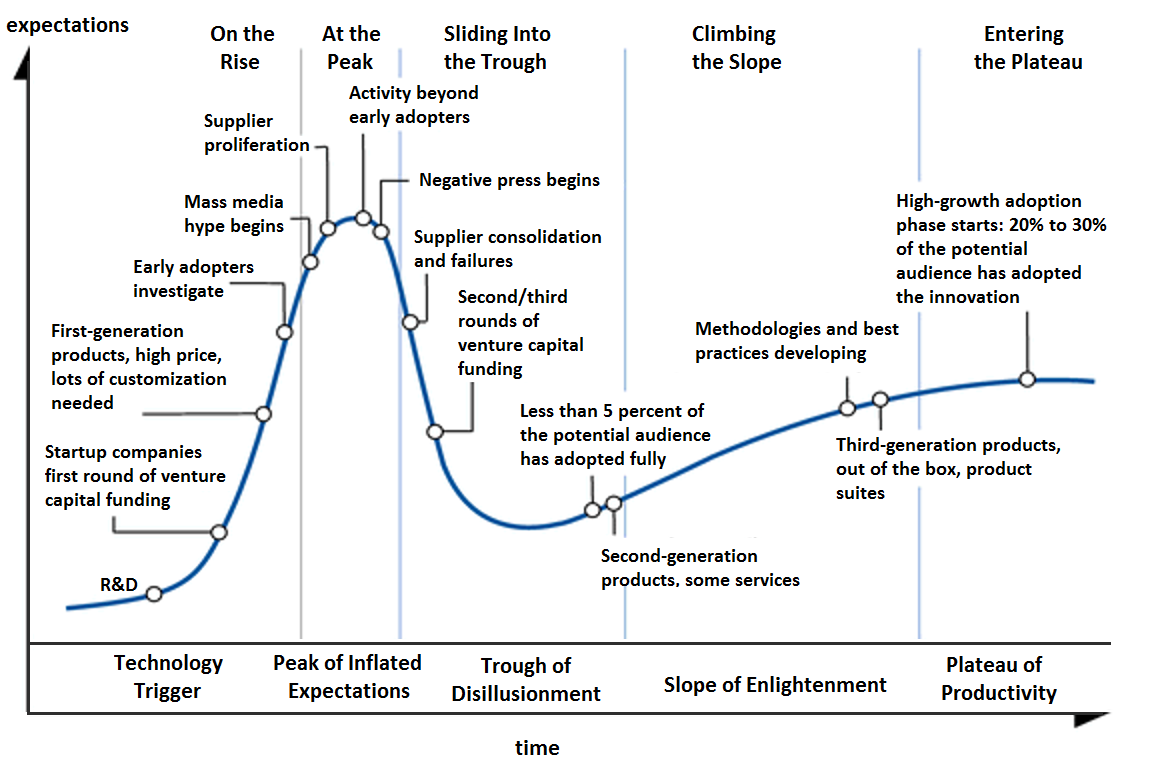
Hype-kurva med olika stadier av teknikmognad

Hajpkurva (Hype-kurva) är en beskrivning av faser i introduktion, intresse och mognad av en ny teknologi, ursprungligen beskriven av analysföretaget Gartner. Den beskriver bland annat hur man i ett tidigt skede har överdrivna förhoppningar om framtida betydelse.
Gartner delar in utvecklingen i fem faser som beskriver hur fenomenet brukar utvecklas. När en ny teknik först görs känd (1), men nästan ingen hunnit prova den, drivs förväntningarna snabbt upp till en topp (2) inom ett eller ett fåtal år. När sedan nyttoeffekterna på medellång sikt uteblir, sänks förväntningarna under det realistiska och medierapporteringen upphör så gott som helt under en svacka (3). Därefter börjar tekniken mogna, insikterna om den växer (4) och den kan börja lämna långsiktig nytta (5) baserat på realistiska förväntningar. Det finns gott om tekniska uppfinningar som följt denna utveckling, men givetvis också många som aldrig kunna leverera någon nytta.